# Kruiskerk (Pilsum)
De Kruiskerk (Duits: Pilsumer Kreuzkirche) is een kerk van de Evangelisch-gereformeerde Kerk in het dorp Pilsum in de Duitse regio Oost-Friesland. Het gebouw staat op een warft. Het kwam in drie verschillende bouwfasen tot stand en was gewijd aan de heilige Stefanus. De kerk is een monument van nationale betekenis.

## Geschiedenis
Archeologisch onderzoek in 1980 leverde de aanwijzing op dat de huidige kerk vooraf werd gegaan door een houten bouwwerk. In 1240 werd deze houten kerk vervangen door de huidige kerk toen het kerkschip werd gebouwd. In de tweede helft van de 13e eeuw volgde de bouw van het dwarsschip en het koor. De vieringtoren werd waarschijnlijk rond het jaar 1300 voltooid. Het godshuis werd echter op instabiele ondergrond gebouwd en al in de middeleeuwen constateerde men verzakkingen, zodat de klokken in een nieuwe, lagere klokkentoren ten zuidoosten van de kerk werden gehangen. De kerk werd in de jaren 1976 tot 1994 gerestaureerd.

## Beschrijving
De eenschepige kruiskerk met vieringstoren werd in laatromaanse stijl van bakstenen gebouwd. Aan de blindnissen van de toren bevinden zich gotische kenmerken.
Ten tijde van de bouw had het schip in het noorden, westen en zuiden, zoals bij de kerk in Eilsum, twee horizontale rijen met blindnissen. Oorspronkelijk bevonden zich de ingangsportalen aan de noord- en zuidzijde van het gebouw. Deze werden later echter dichtgemetseld en vervangen door een westelijk portaal. Om meer lichtinval in de kerk te krijgen werden de romaanse vensters vergroot. Slechts het koor bleef in de oorspronkelijke vorm bewaard.
Een latere bouwfase brak aan met de verhoging van het dak. Daartoe werden de muren van het kerkschip opgemetseld, hetgeen tegenwoordig te zien is aan de kleinere bakstenen in het muurwerk. Aansluitend werd het vlakke plafond vervangen door een troggewelf. Het dwarsschip wordt verdeeld in drie bijna vierkante traveeën.
Het oostelijke deel van het gebouw bestaat uit een vierkant koortravee en een halfronde apsis, waarvan de buitenmuur is verdeeld in drie vensters en blinde rondbogen.
Ten zuidoosten van de kerk staat de twee verdiepingen tellende klokkentoren. De vierkante klokkentoren is van bakstenen opgebouwd en heeft een tentdak. Naast de Kruiskerk met de warft, het kerkhof en de ommuring valt ook de pastorie onder monumentenzorg.

## Inrichting
- Bij een renovatie van 1976 tot 1994 werden fragmenten van de oude beschildering blootgelegd. De beschilderingen dateren uit het begin van de 14e eeuw en tonen in de apsis een Christus in een mandorla. Aan de gewelfribben zijn delen van decoratieve beschilderingen te zien. Fragmenten van het Jongste Gericht en een Maria met Kind in een stralenkrans verwijzen naar laatgotische elementen. Oorspronkelijk had de kerk ook een doksaal, waarvan resten bij de triomfboog werden opgegraven.
- Het van brons gegoten doopvont uit 1469 wordt tot vandaag de dag gebruikt. Vier evangelisten dragen het doopvont, dat met voorstellingen van de kruisiging met Maria en Johannes alsook de apostelen, heiligen en musicerende engelen werd opgesmukt.
- De kansel werd in het jaar 1704 gemaakt. Onder een verhoudingsgewijs groot klankbord bevindt zich een kuip met vrijstaande, gedraaide zuiltjes waartussen zich decoratieve guirlandes met vruchten bevinden. Onder de zuiltjes bevinden zich putti; onder de kansel hangt een grote dennenappel.
- Tot de vasa sacra behoren twee tinnen broodschalen, een tinnen kan en twee bekers, waarvan één in het jaar 1708 door goudsmid Arent Payn uit Emden werd gemaakt. De tweede is ongedateerd.
- Het orgel op de westelijke galerij werd in het jaar 1694 gebouwd. Van het instrument is het grootste deel van het pijpwerk oorspronkelijk. Het orgel werd in 1991 gerestaureerd.

## Afbeeldingen

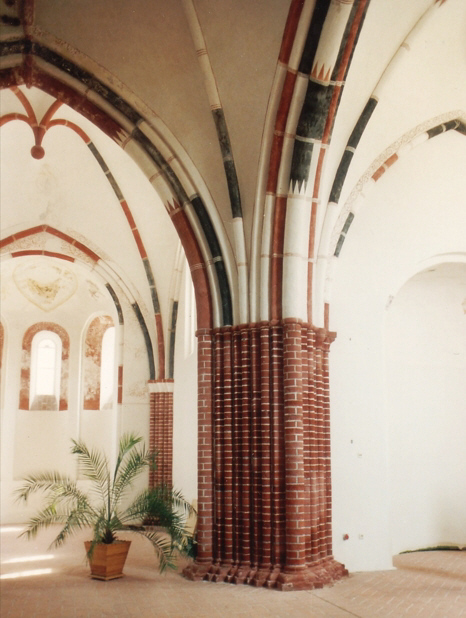
Gewelven
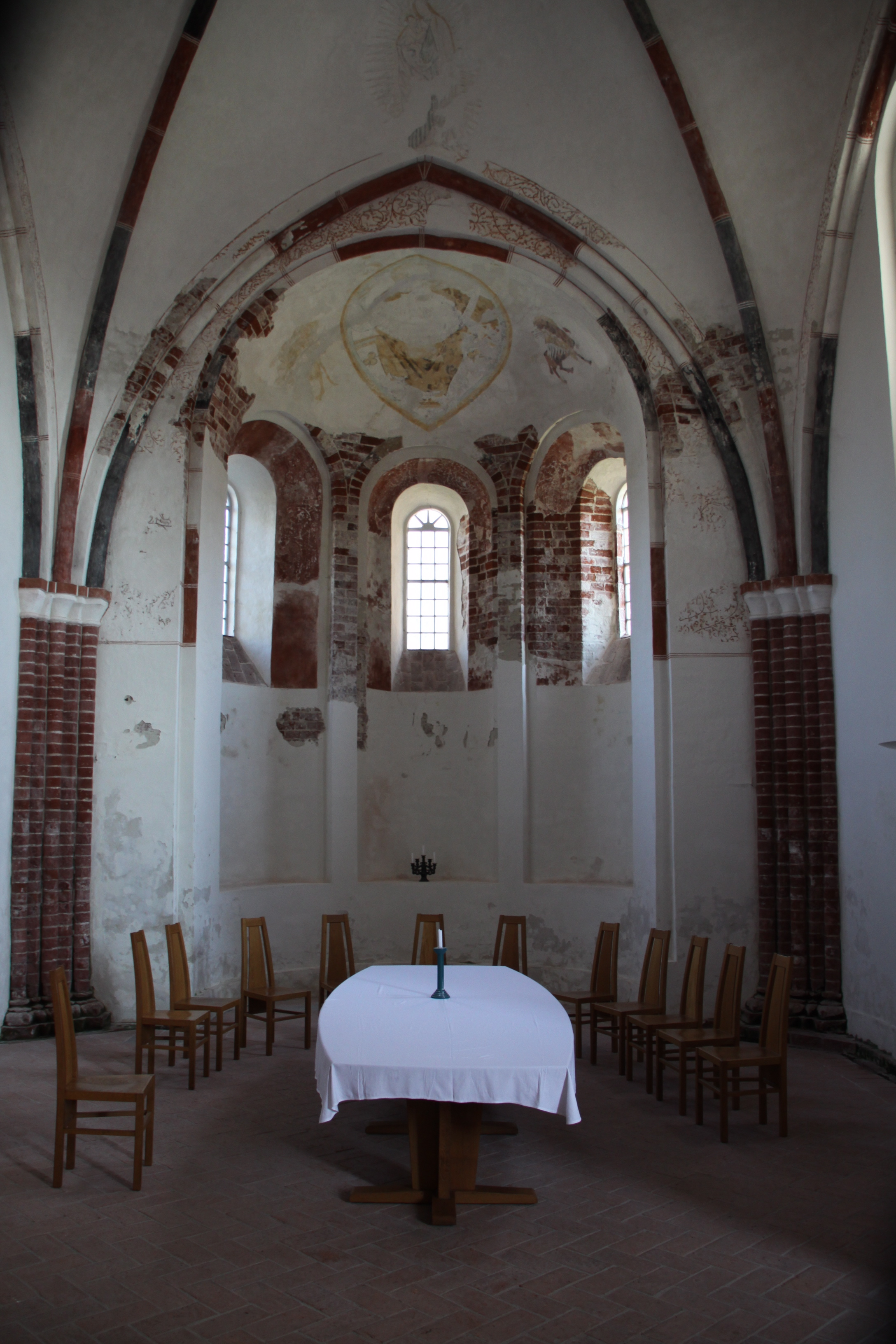
Apsis
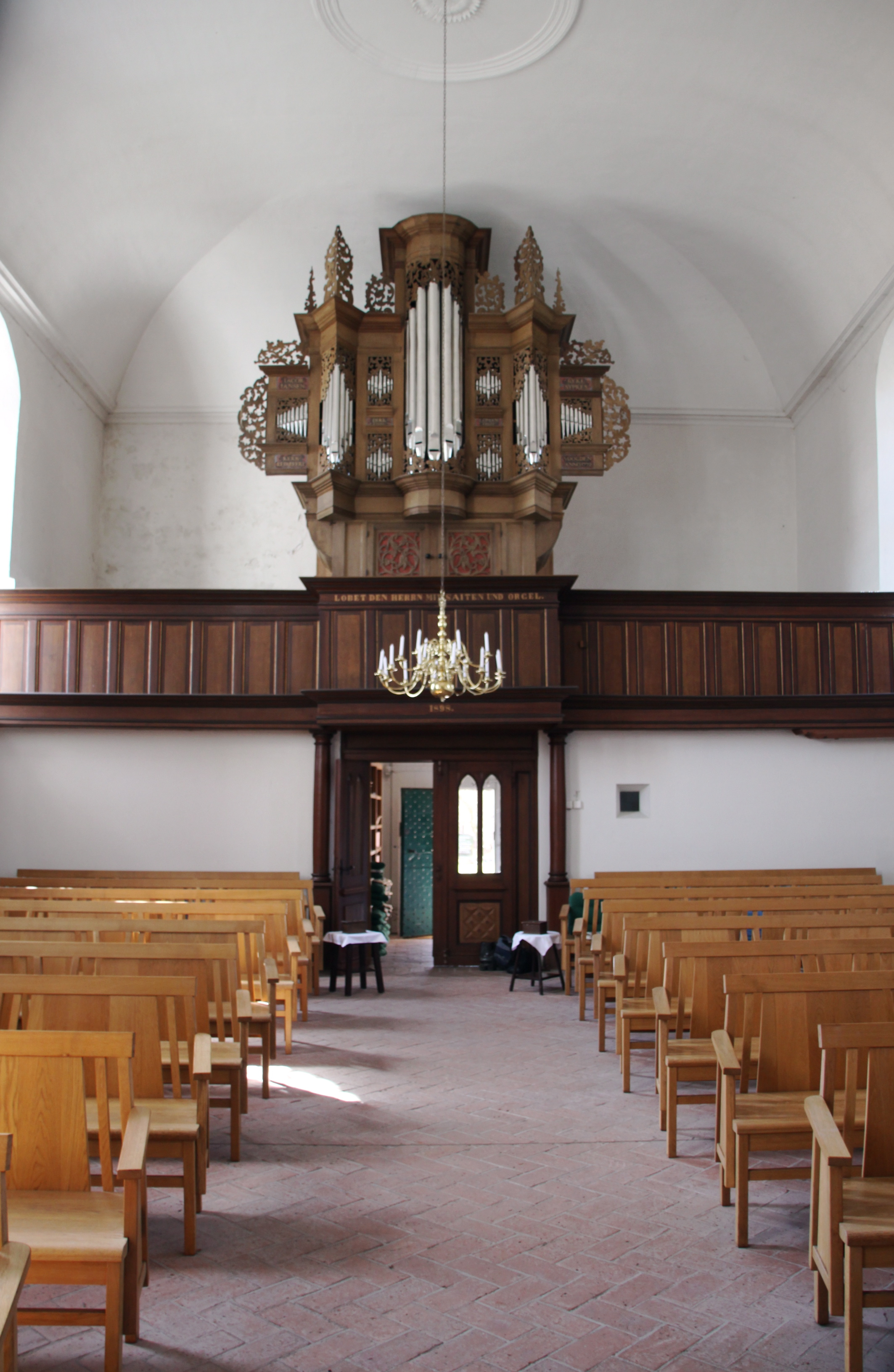
Orgel
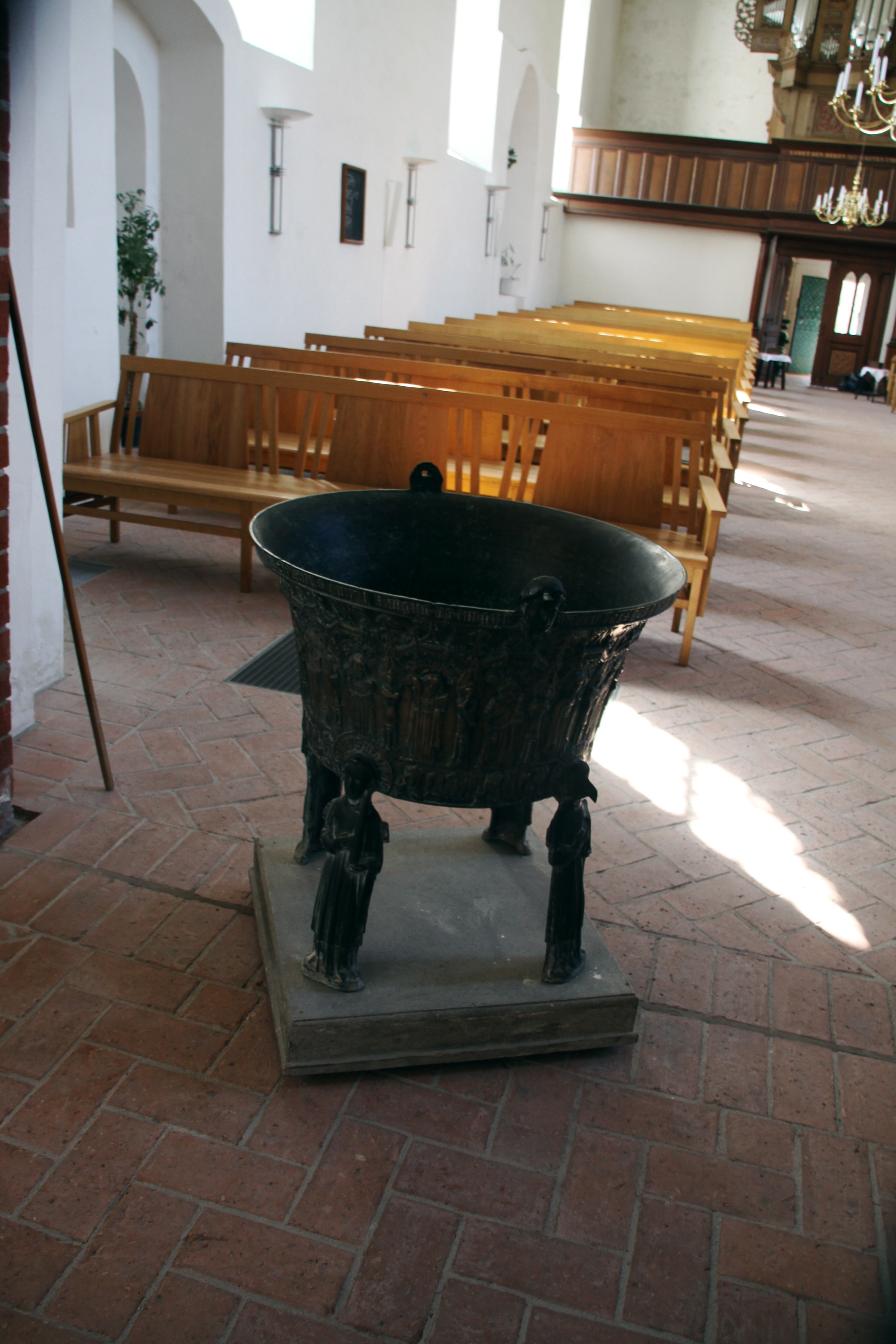
Doopvont